# Lophocolea appalachiana
Lophocolea appalachiana là một loài Rêu trong họ Lophocoleaceae. Loài này được R.M. Schust. mô tả khoa học đầu tiên năm 1980.